# 여대학
여대학(일본어: 女大学 온나다이가쿠[*])은 일본 에도 시대에 흔히 읽혀졌던 여자 교훈서이다. 유교 사상에 입각해서 부모, 남편, 시부모에게 복종할 것을 권장하고 있다.